# تنونة
تنونة قرية سورية تتبع ناحية خربة تين نور في منطقة حمص في محافظة حمص. بلغ عدد سكانها 882 نسمة في عام 2004 حسب إحصاء المكتب المركزي للإحصاء.